# Sermages
Sermages település Franciaországban, Nièvre megyében. Lakosainak száma 191 fő (2022. január 1.). Sermages Dommartin, Maux, Moulins-Engilbert, Saint-Hilaire-en-Morvan, Saint-Léger-de-Fougeret és Saint-Péreuse községekkel határos.

## Népesség
A település népessége az elmúlt években az alábbi módon változott:
| Lakosok száma | 201  | 193  | 195  | 188  | 190  | 191  | 191  | 191  | 191  |
|               | 2013 | 2015 | 2016 | 2017 | 2018 | 2019 | 2020 | 2021 | 2022 |